# Эль-Уэд
Эль-Уэ́д (араб. الواد‎) — город на востоке Алжира, административный центр одноимённых вилайета и округа. Население по данным на 2008 год составляет 134 699 человек; по данным на 1998 год оно насчитывало 105 256 человек.

## География

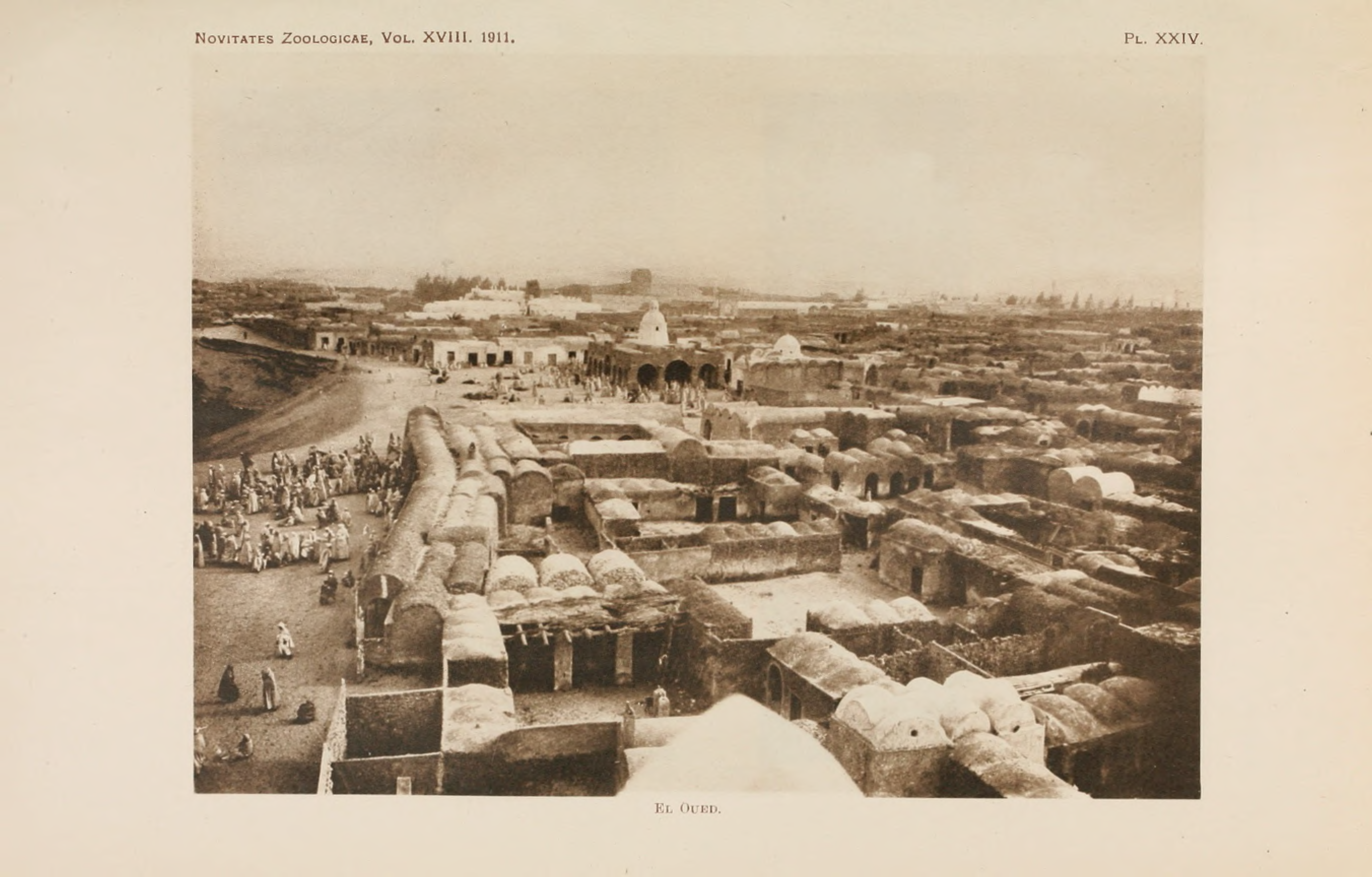
Вид на город (апрель 1909 г.)

Эль-Уэд расположен на востоке Алжира, примерно в 620 км к юго-востоку от столицы страны, города Алжир и в 260 км к северо-востоку от города Уаргла, неподалёку от границы с Тунисом. Город окружён дюнами пустыни Большой Восточный Эрг. В 40 км на северо-запад расположен оазис Суф. Неподалёку от города протекает река (по-арабски — Уэд), отсюда название города.

## Экономика
Основной доход городу приносит торговля выращиваемыми вокруг него сельскохозяйственными продуктами, в первую очередь, финиками. Также Эль-Уэд является одним из центров производства ковров и тканей. Город служит одним из перевалочных пунктов на пути следования торговых путей с севера страны через Сахару на юг — в страны Западной Африки. У города есть свой аэропорт. Шоссе № 16 соединяет Уль-Уэд с городами Туггурт (на юго-западе) и Тебесса (на северо-востоке).

## Достопримечательности
В городе есть ряд старинной памятников архитектуры — глинобитные здания белого или красного цвета с крышами кубической или куполообразной формы. Городская мечеть когда-то использовалась не только по своему прямому назначению, но и как крепость. Эль-Уэд называют «городом тысячи куполов».